# Ligne de Laroche-Migennes à Cosne
La ligne de Laroche-Migennes à Cosne est une ligne ferroviaire transversale française, à écartement standard, non électrifiée et en quasi-totalité à voie unique. Embranchée sur la ligne de Paris-Lyon à Marseille-St-Charles à Laroche - Migennes, elle dessert notamment la ville d'Auxerre et les nœuds ferroviaires de Cravant - Bazarnes et Clamecy, tous situés en région Bourgogne.
Elle est mise en service par sections de 1855 par la Compagnie du chemin de fer de Paris à Lyon (PL), puis la Compagnie des chemins de fer de Paris à Lyon et à la Méditerranée (PLM) jusqu'en 1893 où elle relie la gare de Laroche - Migennes à celle de Cosne-sur-Loire. La Seconde Guerre mondiale entraine la disparition de la double voie et la baisse de fréquentation est l'origine de la fermeture aux voyageurs, en 1938, de la section stratégique de Clamecy à Cosne. Le manque de trafic marchandises entraîne son amputation, par déclassement, du tronçon d'Étais-la-Sauvin à Cosne.
Elle permet des circulations de trains régionaux TER et de marchandises de Laroche - Migennes à Clamecy, où les trains de voyageurs continuent sur la ligne de Clamecy à Gilly-sur-Loire jusqu'à Corbigny. Le tronçon de Clamecy à Étais-la-Sauvin voit des circulations de trains de marchandises à destination d'une installation terminale embranchée.
Elle constitue la ligne no 753 000 du réseau ferré national.

## Histoire

### Chronologie
- 17 août 1853, concession embranchement de Laroche-Migennes à Auxerre, à la Compagnie du chemin de fer de Paris à Lyon (PL)[1] ;
- 11 août 1855, mise en service de Laroche - Migennes à Auxerre[2], en voie unique ;
- 11 juin 1863, concession d'Auxerre à Clamecy à la Compagnie des chemins de fer de Paris à Lyon et à la Méditerranée (PLM) ;
- 4 juillet 1870, mise en service d'Auxerre à Clamecy, voie unique, par la Compagnie du PLM ;
- 1881, concession de Clamecy à Cosne à la Compagnie PLM[3] ;
- 1889, mise à double voie de Laroche - Migennes à Cravant[4] ;
- 1890, mise à double voie de Cravant à Clamecy[4] ;
- 1er juin 1893, mise en service de Clamecy à Cosne, avec une double voie[3] ;
- 15 mai 1938, fermeture du service voyageurs de Clamecy à Cosne[4] ;
- 1943 - 1944, dépose de la deuxième voie sur l'ensemble de la ligne ;
- 18 mai 1952, fermeture du service marchandises d'Entrains à Cosne[4] ;
- 26 juillet 1969, déclassement d'Entrains à Cosne[4] ;
- 28 janvier 2013, déclassement d'Étais à Entrains[5].

### Origine de la ligne

#### Laroche - Migennes à Auxerre (PL)
La concession de la ligne de « la Roche à Auxerre », d'une longueur de 19 kilomètres, est accordée par une convention signée le 17 août 1853 entre le ministre des Travaux Publics et la Compagnie du chemin de fer de Paris à Lyon (PL). Cette convention est approuvée par un décret impérial le même jour. L'État a préféré une grande compagnie à une compagnie locale car il la juge plus à même de respecter les conditions et les délais imposés, soit de réaliser et mettre en exploitation la ligne dans les deux ans, en prenant tous les frais à sa charge sans subvention ni garantie d'intérêt. La Compagnie PL a accepté car cela lui permet de relier à sa ligne une ville chef-lieu du département de l'Yonne et important centre administratif et commercial, cela permet d'escompter un accroissement d'activité.
Le chantier est évalué à 4 millions de francs pour la réalisation d'une ligne à voie unique qui est installée principalement au niveau du sol et ne comporte que quelques remblais et deux ponts relativement modestes sur l'Armançon (111 mètres) et le Serein (82 m). Sont prévues trois stations intermédiaires, à Bonnard, Chemilly et Monéteau, et la gare terminus d'Auxerre. La mise en exploitation débute par le service des voyageurs le 11 août 1855, le service des marchandises débute le 5 octobre.
Le 17 avril 1857, l'embranchement entre dans le réseau de la nouvelle Compagnie des chemins de fer de Paris à Lyon et à la Méditerranée (PLM), dirigée par Paulin Talabot, qui est créée par la fusion des Compagnies de Paris à Lyon et de Lyon à la Méditerranée.

#### Auxerre à Clamecy (PLM)
Dès 1846, une ligne d'Auxerre à Nevers est réclamée et étudiée, mais d'autres lignes priment et le projet est oublié. Néanmoins, l'importance du territoire isolé du réseau permit sa remise en avant avec un nouveau projet déclaré d'utilité publique le 14 juin 1861. Il s'agit d'une ligne débutant en gare d'Auxerre et passant par ou près Clamecy et aboutissant à la ligne de Nevers à Chagny en un point qui sera à déterminer entre Nevers et Cercy-la-Tour. La ligne d'Auxerre à Clamecy, partie d'un itinéraire d'Auxerre à Nevers, est déclarée d'utilité publique par un décret impérial le 14 juin 1861. Sa construction est évaluée à 25 millions de francs. La loi du 2 juillet 1861 autorise l'État à faire les travaux d'infrastructure. La concession est accordée à la Compagnie des chemins de fer de Paris à Lyon et à la Méditerranée par une convention entre le ministre secrétaire d'État au département de l'Agriculture du Commerce et des Travaux publics et la compagnie signée le 1er mai 1863. Cette convention est approuvée par un décret impérial le 11 juin 1863. Elle prévoit pour cette ligne la réalisation de 201 km de voies pour un coût global de 49,8 millions de francs dont 11,8 millions de francs à la charge de l'État.
Les 53 km d'Auxerre à Clamecy, intégrés plus tard dans la ligne de Laroche - Migennes à Cosne, représentent alors la première section de la future ligne d'Auxerre à Nevers. Les travaux ne débutent qu'au début de l'année 1866, après l'approbation du tracé définitif le 16 mars 1865. Le chantier commence par les principaux ouvrages d'art que sont les ponts sur l'Yonne et son canal latéral, mais des crues interrompent les chantiers et le fait qu'il n'y a que peu de terrains déjà acquis repousse l'activation générale des travaux au début de 1868. Ils vont durer plus de deux années avant de permettre la mise en service le 4 juillet 1870.

#### Clamecy à Cosne (PLM)
La section de Clamecy à Cosne est un tronçon du projet no 24, d'Avallon à Bourges, par ou près Clamecy, Cosne et Sancerre, du Plan Freycinet de la loi du 17 juillet 1879,. La déclaration d'utilité publique est promulguée par la loi du 22 août 1881,. Cette section est concédée à titre définitif à la Compagnie des chemins de fer de Paris à Lyon et à la Méditerranée par une loi le 2 août 1886.
Ligne d'intérêt stratégique, elle est construite à double voie. Son profil qui passe par un sommet situé à Étais-la-Sauvin comporte des pentes de 10 mm/m. Elle est mise en service le 1er juin 1893.

### Évolutions de la ligne
La Compagnie PLM fait poser une double voie de Laroche - Migennes à Cravant en 1889, et de Cravant à Clamecy en 1890, ce qui met la ligne entièrement à double voie après l'ouverture de la dernière section en 1893.
La ligne est remise à voie unique lors de la Seconde Guerre mondiale pour permettre la récupération des rails, d'abord pour le compte des Allemands (décisions ministérielles du 7 novembre 1942 pour la section de Cravant à Cosne et du 2 février 1943 pour la section de Cravant à Auxerre) puis, après la libération du territoire, pour le compte de la SNCF (décision du 24 octobre 1944 qui lui permet de récupérer les rails de la deuxième voie d'Auxerre à Laroche - Migennes) afin de reconstruire d'autres lignes du réseau. Après la fin du conflit, seuls les tronçons de Laroche à Bonnard - Bassou, le 1er juillet 1949, et de Bonnard - Bassou à Chemilly, le 8 janvier 1852, sont de nouveau équipés d'une double voie. Excepté ces quelque 8 km, le reste de la ligne est depuis à voie unique.
En 1938, à l'entrée de la ligne dans le réseau de la Société nationale des chemins de fer français (SNCF), la section de Clamecy à Cosne est fermée au trafic voyageurs le 15 mai 1938 du fait d'un manque de trafic. Le tronçon d'Entrains à Cosne est fermé au trafic marchandises le 18 mai 1952, déclassé le 26 juillet 1969 et déposé peu après. La section devenue en impasse de Clamecy à Entrains est exploitée en affermage depuis 1er janvier 1977, pour un trafic uniquement marchandises avec notamment des silos embranchés à Étais et Entrains, par la Société générale de chemins de fer et de transports automobiles (CFTA). 
En 2009, la section de Cravant - Bazarnes à Clamecy est fermée du 9 mars au 29 mai pour rénover l'infrastructure avec des éléments neufs : 49,5 km de rails, 46 350 traverses béton et 52 000 tonnes de ballast sont utilisés ; durant ces trois mois, 80 personnes seront affectées au chantier. Les objectifs de Réseau ferré de France (RFF) sont de réduire les temps de parcours en augmentant la vitesse de 60 à 90 ou 110 km/h, tout en renforçant la sécurité et la fiabilité.
Après la fermeture du silo d'Entrains, le tronçon d'Étais à Entrains est déclassé le 28 janvier 2013.

## Caractéristiques

### Tracé
La ligne de Laroche - Migennes à Cosne se débranche de la grande ligne de Paris-Lyon à Marseille-Saint-Charles en gare de Laroche - Migennes. Elle s'oriente sur un axe sud-sud-est avec un tracé pratiquement rectiligne établi en plaine sur la rive droite de l'Yonne, le plus souvent au niveau du sol. Elle franchit l'Armançon et traverse l'ancienne gare de Bonnard - Bassou (fermée) avant de franchir le Serein, puis elle dessert les gares de Chemilly - Appoigny et Monéteau - Gurgy avant de s'orienter plein sud pour rejoindre la gare d'Auxerre-Saint-Gervais,.
Après Auxerre, la ligne se dirige vers Clamecy située plus au sud en suivant un parcours très sinueux pour s'adapter à la géographie du territoire ; pas moins de huit ponts sont nécessaires pour franchir l'Yonne. Dès la sortie de la gare, la ligne effectue une courbe sur la gauche pour remonter la vallée de l'Yonne en restant sur sa rive droite ; après un premier méandre, elle dessert la gare d'Augy - Vaux, puis celle de Champs - Saint-Bris avant de franchir une première fois l'Yonne pour rejoindre la gare de Vincelles puis celle de Cravant - Bazarnes sur la rive gauche. Après un nouveau franchissement de la rivière, elle se détache de la ligne de Cravant - Bazarnes à Dracy-Saint-Loup puis longe le canal du Nivernais sur environ deux kilomètres. La vallée de l'Yonne rétrécit, la ligne suit la rivière et le canal en les franchissant plusieurs fois sur les 35 kilomètres qui restent à parcourir. Elle dessert les gares de Mailly-la-Ville, Châtel-Censoir, franchit un pont qui surplombe le canal et la rivière avant d'arriver à Coulanges-sur-Yonne. Elle franchit une dernière fois l'Yonne et rejoint la gare de Clamecy qui marque le terminus du trafic voyageurs pour la ligne mais qui est également un nœud ferroviaire avec la ligne de Clamecy à Gilly-sur-Loire et la ligne de Clamecy à Nevers,.
La section suivante, qui menait auparavant jusqu'à Cosne-sur-Loire, ne mène plus que jusqu'à Étais que la ligne atteint en montant, cette ancienne gare étant située au point le plus haut de la ligne. Seuls des trains de marchandises qui desservent le silo d'Étais utilisent la ligne qui se termine en impasse, la section suivante étant déclassée et déposée,.
Au départ de Clamecy, la ligne ferroviaire est toujours ouverte au trafic voyageurs avec une desserte quotidienne de la gare de Flez-Cuzy-Tannay (regroupement de trois communes) et de Corbigny, terminus de la ligne. Cette desserte aux voyageurs est régulièrement remise en question par la Région Bourgogne-Franche-Comté, qui veut supprimer la desserte de la gare par train et n'y prévoir que des dessertes par autocar. Le collectif "Ligne à défendre" s'est enquis de ce combat. 

### Équipement
Non électrifiée, la ligne dispose d'une double voie sur 8 km entre Laroche - Migennes et Chemilly - Appoigny, le reste est à voie unique.
Du point de vue signalisation, la ligne est équipée du block manuel entre Laroche - Migennes et Cravant - Bazarnes et du cantonnement téléphonique entre Cravant - Bazarnes et Clamecy ainsi que sur le tronçon utilisé uniquement en trafic marchandises entre Clamecy et Étais.
Les trains bimodes à hydrogène pourraient rouler dès 2023.

### Vitesses limites
Les vitesses limites de la ligne en 2014 pour tous types de trains sont de 120 km/h sur la section de Laroche - Migennes à Cravant - Bazarnes et de 100 km/h sur le reste de la ligne, mais les trains de certaines catégories, comme les trains de marchandises, sont soumis à des limites plus faibles.